# 261 км (зупинний пункт, Придніпровська залізниця)
261 кіломе́тр — пасажирський  залізничний зупинний пункт Дніпровської дирекції Придніпровської залізниці на електрифікованій лінії Синельникове II — Чаплине між станціями Роздори (7 км) та Письменна (10 км). Розташований між селами Возвратне та Зелений Гай Синельниківського району Дніпропетровської області.

## Пасажирське сполучення
Через Платформу 261 км прямують приміські поїзди Синельниківського та Чаплинського напрямків, проте не зупиняються.